# La Panchita (cantante)
María de los Ángeles Muñoz Rodríguez (Monterrey, Nuevo León, 11 de octubre de 1923 – ibídem, 8 de noviembre de 2014), conocida artísticamente como La Panchita, fue una cantante mexicana.
Tomó su nombre artístico de la canción del mismo nombre compuesta por Joaquín Pardavé. Comenzó su carrera cantando canciones rancheras, pero después de una gira por Sudamérica, trajo nuevas canciones a su repertorio, como el vals peruano «Nube gris». En los años cuarenta y cincuenta, grabó muchas canciones para Discos Peerless y Discos RCA Víctor, acompañada por el Mariachi Vargas de Tecalitlán. En el cine, intervino musicalmente en la película La liga de las canciones (1941).
Se casó con el ventrílocuo ecuatoriano Paco Miller. Falleció el 8 de noviembre de 2014 en Monterrey, Nuevo León, México.

## Discografía

### Peerless
- «Palomita mensajera» (1946)
- «La paseado» (1946)
- «La pajarera» (1946)
- «Sabe Dios» (1946)
- «La despedida» (1947)
- «Lucerito mañanero» (1947)
- «La rejega» (1947)
- «Decepcionado» (1947)
- «Por andar de hablador» (a dueto con Amapola, su hermana) (1947)
- «¡Cómo que no!» (a dueto con Amapola, su hermana) (1947)
- «Dos luceros» (1947)
- «Las tres "efes"» (1947)
- «El sauce y la palma» (1947)
- «El aburrido» (1947)
- «La chula» (1947)
- «Canija suerte» (1947)
- «Si no me puedes querer» (a dueto con Amapola, su hermana) (1947)
- «Tierra de Dios» (a dueto con Amapola, su hermana) (1947)

### RCA Víctor
- «Corazón, no te rajes» (1951)
- «Nube gris» (1951)
- «Estrellita del sur» (1952)
- «El buque fantasma» (1952)
- «La campesina» (1952)
- «En mi pensamiento» (1952)
- «Mi aventura» (1952)
- «Alma, corazón y vida» (1953)
- «Corazón, ¿por qué?» (1953)
- «Corazón» (1953)
- «Nuestro amor» (1953)
- «Desafío» (1954)
- «Los dos perdimos» (1954)
- «Arrieros somos» (1955)
- «El andariego» (1955)
- «La casita blanca» (1955)

### Musart
- «Mis noches sin ti»
- «Nube gris» (segunda versión)
- «Si nos dejan»
- «Alma, corazón y vida» (segunda versión)
- «Dime adiós sin llorar»
- «Verdad amarga»
- «Extráñame»
- «Bella sultana»
- «Materia»
- «Estrellita del sur» (segunda versión)
- «Por qué, Dios mío»
- «Destino amargo»
- «Así paso»
- «Hazme morir»
- «Vida vacía»
- «Peligro»
- «Gota a gota»
- «Flor encantada»
- «El roble»
- «Lamparita»

## Filmografía
- La liga de las canciones (1941)